# ویلیس رید
ویلیس رید (انگلیسی: Willis Reed؛ زاده ۲۵ ژوئن ۱۹۴۲ ، درگذشته ۲۱ مارس ۲۰۲۳) یک بازیکن بسکتبال حرفه‌ای اهل ایالات متحده آمریکا بود. رید همچنین یک مربی و مدیر ورزش بود. او تمام ۱۰ سال دوران حرفه‌ای خود را (۱۹۶۴–۱۹۷۴) با تیم نیویورک نیکس اتحادیه ملی بسکتبال (NBA) گذراند. رید هفت بار ستاره NBA و پنج بار منتخب تمام NBA بود، از جمله یک بار در تیم اصلی در سال ۱۹۷۰، زمانی که او به عنوان ارزشمندترین بازیکن NBA انتخاب شد. او دو بار قهرمان NBA (۱۹۷۰، ۱۹۷۳) شد و هر دو بار به عنوان MVP فینال NBA انتخاب گردید. در سال ۱۹۹۲، رید به تالار مشاهیر بسکتبال راه پیدا کرد. نام او در هر دو تیم سالگرد ۵۰ و ۷۵ سالگی NBA ثبت شد.

## زندگی شخصی و مرگ
رید و همسر اولش جرالدین، زمانی که در دانشگاه ایالتی گرامبلینگ دانشجو بودند، ازدواج کردند. آنها دو فرزند داشتند و این ازدواج به طلاق انجامید. او سپس در سال ۱۹۸۳با گیل کندی، یک پرستار، ازدواج کرد. این عروسی در روزلین هایتس، نیویورک برگزار شد.
رید در ۲۱ مارس ۲۰۲۳ در ۸۰ سالگی بر اثر نارسایی قلبی درگذشت.